# 30827 Lautenschläger
30827 Lautenschläger è un asteroide della fascia principale. Scoperto nel 1990, presenta un'orbita caratterizzata da un semiasse maggiore pari a 2,3668203 UA e da un'eccentricità di 0,1403826, inclinata di 3,96511° rispetto all'eclittica.